# スピノフォロサウルス
スピノフォロサウルスは、ジュラ紀中期頃に生きていたと見られる竜脚類恐竜のうち原始的な恐竜である。名前は「トゲを持つトカゲ」を意味する。

## 化石の特徴
原始的な竜脚類としては、見つかっている骨格が、最も揃っている恐竜であり、また、同グループの中では最も進化しているという説が有力となっている。化石はニジェールで発見されており、骨の特徴としては中国のジュラ紀中期の仲間に共通しているものの、ゴンドワナ大陸南部の仲間とは似ていない。見つかった尾の化石は、ほぼ円形に並んでいた。

## 全体の特徴
スピノフォロサウルスの大きさは、約13mとされている。原始的な竜脚類の仲間としては長い首が特徴。短い鼻面（吻）をしており、4足歩行だった。以前は尾の先にはトゲを持っていたと考えられていたが、誤復元であったことが後に判明した。